# Pirates of the Caribbean: Dead Man's Chest
Pirates of the Caribbean: Dead Man's Chest (bra: Piratas do Caribe: O Baú da Morte; prt: Piratas das Caraíbas: O Cofre do Homem Morto) é um filme estadunidense de fantasia Swashbuckler de 2006, sendo o segundo da série Pirates of the Caribbean, depois de Pirates of the Caribbean: The Curse of the Black Pearl (2003). Foi dirigido por Gore Verbinski, escrito por Ted Elliott e Terry Rossio e produzido por Jerry Bruckheimer. No filme, o Capitão Jack Sparrow descobre que sua dívida com Davy Jones ainda está valendo, enquanto o casamento de Will Turner e Elizabeth Swann é interrompido pelo Lorde Cutler Beckett, que quer que Turner adquira a bússola de Sparrow.
Nesta franquia, as duas sequências de The Curse of the Black Pearl foram concebidas em 2004, com Elliott e Rossio desenvolvendo um arco de história que duraria os dois filmes. As filmagens acorreram de fevereiro a setembro de 2005 em São Vicente e Granadinas, Palos Verdes, Dominica e nas Bahamas, como também nos cenários construídos na Walt Disney Studios. O filme foi gravado junto com o terceiro filme da série, Pirates of the Caribbean: At World's End.
Pirates of the Caribbean: Dead Man's Chest foi lançado em 7 de julho de 2006. O filme recebeu resenhas mistas, com os efeitos especiais sendo aplaudidos e o enredo e a duração sendo criticados. Apesar disso, o filme bateu vários recordes nos primeiro três dias após sua estreia, arrecadando US$ 135 milhões de dólares no primeiro fim de semana. Se tornou o terceiro filme a cruzar a marca dos 1 bilhão de dólares de bilheteria mundial. Dead Man's Chest recebeu 4 indicações ao Oscar, vencendo na categoria de Melhores Efeitos Visuais. Já foi uma das maiores bilheteria da história na época do seu lançamento.

## Enredo
O casamento de Will Turner e Elizabeth Swann é interrompido pela chegada do Lorde Bobson Cutler Beckett, da Companhia das Índias Orientais, que quer prender os dois, junto com o ex-Comodoro James Norrington, por ajudar Jack Sparrow a fugir de forca. Elizabeth vai presa, enquanto Beckett negocia com Will para localizar Jack e adquirir sua bússola que aponta para o que a pessoa mais deseja. Ao mesmo tempo, Jack Sparrow revela para sua tripulação do Pérola Negra que eles vão tentar achar uma misteriosa chave. Naquela noite, Jack recebe a visita de um reencarnado "Bootstrap" Bill Turner, o pai há muito tempo falecido de Will, que revela que ele é agora parte da tripulação do Holandês Voador, capitaneado por Davy Jones, e que Jack deve pagar sua dívida com Jones—Jack pediu a ele que reerguesse o Pérola das profundezas para fazê-lo capitão por 13 anos. Bootstrap diz a Jack que o Kraken será enviado atrás dele. Em pânico, Jack ordena que o Pérola navegue até a ilha mais perto.
Will procura por Jack, eventualmente achando o Pérola na ilha de Pelegosto, onde uma tribo de canibais adoram Jack como seu deus, planejando comê-lo vivo. Jack, Will e o resto da tripulação devem escapar da ilha, se juntando a Pintel e Ragetti, antigos membros da tripulação do Pérola que escaparam da execução. Elizabeth foge da prisão com ajuda de seu pai, o Governador Weatherby Swann, porém ele é capturado enquanto Elizabeth é enviada por Beckett para oferecer Cartas do Corso a Jack em troca da bússola. Jack e a tripulação, depois de escaparem de Pelegosto, visitam a sacerdotisa vodu Tia Dalma, dizendo a eles que a chave abre o baú de Davy Jones, onde está o coração dele; a chave está em posse de Jones. Tia Dalma também dá a Jack um jarro de terra para protegê-lo de Jones, já que Jones não pode pisar em terra a cada 10 anos.
Ao encontrar um navio encalhado e quase destruído, Jack envia Will para "pagar" suas dívidas com Jones. Will é capturado pela tripulação de homens-peixes do Holandês Voador e Davy Jones vai ao encontro de Jack, forçando-o a reunir 100 almas em três dias para saldar sua divída. Will é levado ao Holandês, onde ele encontra seu pai, Bootstrap Bill. Após fazer Jones revelar a localização da chave, Will consegue roubá-la quando ele estava dormindo, escapando do navio prometendo libertar seu pai. Jack e sua tripulação vão a Tortuga, onde Elizabeth e um bêbado Norrington se juntam a eles.
Jack e seu primeiro oficial, Joshamee Gibbs, percebem que Beckett quer a bússola para encontrar o baú e usar o coração de Jones para controlá-lo e destruir a pirataria dos mares. Will acha refúgio em um navio mercante, que é detectado e destruído pelo Kraken. O Pérola Negra veleja até Isla Cruces onde o baú está enterrado, com Jack, Elizabeth e Norrington o achando. Will chega com a chave, planejando esfaquear o coração para libertar seu pai, sem saber que aquele que esfaquear o coração se torna o capitão do Holandês Voador. Norrington quer o coração para reconquistar seu lugar na Marinha, enquanto Jack quer usar o coração para saldar sua dívida com Davy Jones e assim parar de ser perseguido pelo Kraken.
Rapidamente, a discussão sobre o destino do coração se desenvolve até uma luta de espadas entre Jack, Will e Norrington. Enquanto Pintel e Ragetti tentam roubar o baú, a tripulação de Jones chega a ilha, forçando Elizabeth, Pintel e Ragetti a lutarem juntos, derrubando o baú. Jack acha o baú e o abre, acha o coração, e o coloca no jarro de terra que Tia Dalma havia dado. Porém, Norrington, sem Jack perceber, rouba o coração e as Cartas do Corso e foge. Mais tarde, o Holandês Voador ataca o Pérola Negra que escapa, até ser atacado pelo Kraken. Jack tenta voltar a ilha para recuperar o coração, porém retorna para ajudar a derrotar o Kraken. Eles criam uma explosão que fere a criatura, porém o navio fica severamente danificado, deixando toda a tripulação morta com a exceção de Jack, Will, Elizabeth, Gibbs, Pintel, Ragetti, Cotton e Marty. Jack ordena que todos abandonem o navio, porém Elizabeth, que percebeu que o Kraken está atrás apenas de Jack e não do navio, o acorrenta ao mastro para garantir que todos os outros escapem.
Jack consegue se libertar, porém o Kraken se ergue atrás dele, levando Jack e o Pérola para as profundezas, com Jones assistindo tudo pela luneta. Ele então abre o baú e descobre que o coração foi roubado, que é entregue a Beckett por Norrington. Os sobreviventes do Pérola retornam a Tia Dalma, que sugere que eles resgatem Jack do pós-vida, recomendando um capitão que conhece aquelas águas. Então, para a surpresa de todos, um ressuscitado Capitão Barbossa aparece, perguntando sobre o destino de "seu" navio.

## Elenco
- Johnny Depp como Capitão Jack Sparrow, capitão do Pérola Negra. Ele está sendo caçado pelo Kraken, devido à sua dívida não paga a Davy Jones. Ele está procurando o Baú da Morte para se livrar da servidão a Jones.
- Orlando Bloom como Will Turner, um ferreiro transformado em pirata que faz um acordo com Cutler Beckett para encontrar Jack Sparrow e sua bússola para livrar ele e sua noiva, Elizabeth, da execução. Mais tarde ele encontra seu pai, prometendo libertá-lo de sua servidão a Davy Jones.
- Keira Knightley como Elizabeth Swann, a filha do Governador Swann e a noiva de Will, que é presa no dia de seu casamento por ajudar a libertar Jack Sparrow. Fugindo da cadeia com a ajuda de seu pai, ele encontra com jack em Tortuga e se junta ao Pérola para encontrar Will e o baú.
- Bill Nighy como Davy Jones, o capitão do Holandês Voador. O antagonista principal, Davy Jones já foi um ser humano. Não conseguindo suportar a dor de perder seu verdadeiro amor, ele arrancou seu próprio coração e o colocou no Baú da Morte, enterrando-o em um lugar secreto. Ele se tornou uma criatura bizarra—parte polvo, parte caranguejo, parte homem—e coleta as almas dos marinheiros mortos ou agonizantes para servir abordo de seu navio por cem anos.
- Jack Davenport como James Norrington, ele resignou seu posto de Comodoro na Marinha Real Britânica após perder seu navio e tripulação em um furacão perseguindo Jack Sparrow. Caindo em depressão e alcoolismo, ele se junta a tripulação do Pérola Negra e procura reencontrar sua honra e carreira.
- Stellan Skarsgård como "Bootstrap" Bill Turner, um membro da tripulação do Holandês Voador e o pai de Will. Ele foi amaldiçoado pelo Ouro Asteca em Isla de Muerta, junto com a tripulação de Barbossa. Jogado ao mar por se recusar a participar de um motim contra Jack, ele passou anos no fundo do mar amarrado a uma bola de canhão. Encontrado por Davy Jones, ele jurou servidão abordo do Holandês para escapar da morte.
- Tom Hollander como Lorde Cutler Beckett, o sarcástico presidente da Companhia das Índias Orientais. Ele viaja até Port Royal para capturar e recrutar Jack Sparrow como corsário. O que ele realmente deseja é o coração de Davy Jones, podendo assim dominar os mares com a servidão de Jones.
- Kevin McNally como Joshamee Gibbs, o primeiro oficial do Pérola Negra e o melhor amigo de Jack.
- Lee Arenberg como Pintel, um pirata e antigo membro da tripulação de Barbossa. Ele foi preso depois da maldição do Ouro Asteca foi quebrada, porém escapou e se juntou a tripulação do Pérola Negra sob o comando de Jack Sparrow.
- Mackenzie Crook como Ragetti, o amigo inseparável de Pintel. Ele possui um olho de madeira, e apesar de ser analfabeto, começou a ler a Bíblia, com a desculpa de "você consegue créditos por tentar".
- Naomie Harris como Tia Dalma, uma sacerdotisa vodu que deu a Jack sua bússola mágica. Ela explica a lenda de Davy Jones, além de usar um medalhão similar ao dele.
- David Bailie como Cotton, um marinheiro membro da tripulação de Jack que perdeu sua língua e treinou seu papagaio a falar por ele
- Martin Klebba como Marty, um anão membro da tripulação do Pérola Negra.
- Jonathan Pryce como Governador Weatherby Swann, o pai de Elizabeth e o governador de Port Royal. Ele ajuda sua filha a escapar da prisão.

## Produção

### Desenvolvimento
Após o sucesso de Pirates of the Caribbean: The Curse of the Black Pearl (2003), o elenco e a equipe assinaram contratos para duas sequências filmadas em conjunto, uma decisão prática por parte da Disney para permitir mais tempo com o mesmo elenco e equipe. Os roteiristas Ted Elliott e Terry Rossio decidiram não fazer as sequências novas aventuras com os mesmo personagens, como nas séries Indiana Jones e James Bond, porém retroativamente fazer de The Curse of the Black Pearl o primeiro filme de uma trilogia. Eles queriam explorar o que aconteceria depois do abraço de Will Turner e Elizabeth Swann no final do primeiro filme, e inicialmente consideraram a Fonte da Juventude como dispositivo de enredo. Eles decidiram em introduzir Davy Jones, o Holandês Voador e o Kraken. Eles também introduziram a histórica Companhia das Índias Orientais, que para eles representava um contraponto aos temas de liberdade pessoal representada pelos piratas.
O planejamento para o filme começou em junho de 2004, com a produção sendo muito maior que a de The Curse of the Black Pearl, que foi filmado em apenas uma locação, na Ilha de São Vicente. Desta vez, as sequências precisariam de navios totalmente operacionais, com o Pérola Negra sendo construído sobre o chassi de um petroleiro no Alabama. Em novembro, o roteiro ainda não estava terminado e os roteiristas não queriam que o diretor Gore Verbinski e o produtor Jerry Bruckheimer se comprometessem com o que eles já haviam escrito, então Verbinski trabalhou com o ilustrador James Byrkit para fazer os storyboards das principais sequências sem a necessidade de um roteiro, enquanto Elliott e Rossio escreviam um roteiro "preparatório" para a equipe usar antes de eles terminaram o roteiro de forma satisfatória. Em janeiro de 2005, com o aumento dos custos e nenhum roteiro, a Disney ameaçou cancelar o filme, porém mudaram de ideia. Os roteiristas acompanhavam a equipe em locação, acreditando que as tardias mudanças iriam melhorar a espontaneidade das interpretações do elenco.

### Filmagens

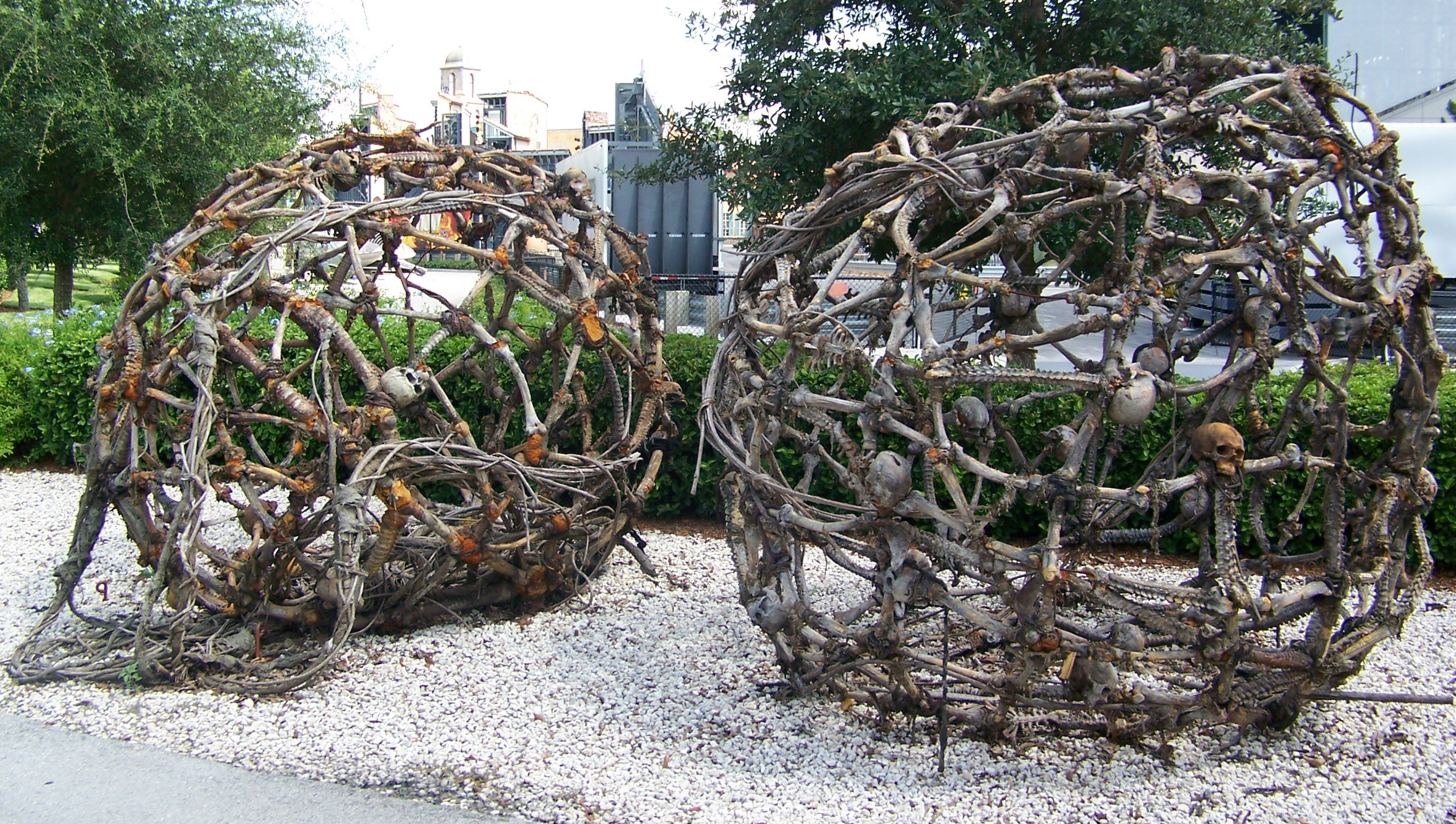
As duas gaiolas de ossos usadas nas cenas de Pelegoso. Elas estão agora localizadas no Disney's Hollywood Studios.

As filmagens de Pirates of the Caribbean: Dead Man's Chest começaram em 28 de fevereiro de 2005, em Palos Verdes, começando com o casamento arruinado de Will e Elizabeth. A equipe passou seus primeiros dias de filmagens no Walt Disney Studios, em Los Angeles, incluindo os interiores do Pérola Negra e do Edinburgh Trader, antes de irem para a Ilha de São Vicente para filmar as cenas de Port Royal e Tortuga. Cenários do filme anterior foram reutilizados, tendo sobrevivido a três furacões, apesar do cais principal ter sido destruído e necessitou ser reconstruído. A equipe tinha quatro navios grandes para povoar o fundo das cenas, sendo pintados de cada lado de forma diferente para economizar dinheiro. Um dos navios usados foi uma réplica do HMS Bounty, usados no filme de 1962, Mutiny on the Bounty.
No dia 18 de abril de 2005, a equipe começou a filmar na Dominica, uma locação que Verbinski escolheu por achar que ela refletia o senso de isolamento que ele procurava. Esse foi o grande problema da produção: o governo da Dominica estavam completamente despreparados para a escala de uma produção de Hollywood, com uma equipe de 500 pessoas ocupando 90% das estradas da ilha e tendo problemas para se movimentar nas estradas não desenvolvidas. O clima também alternava entre tempestades torrenciais e altas teperaturas, com o último sendo o pior para o elenco que deveria usar roupas de época. Em Dominica, foram filmadas as sequências de Pelegoso e o segmento na floresta da batalha de Isla Cruces. Verbinski preferiu usar objetos práticos para as sequências da roda gigante e da gaiola de ossos, achando que closes longos iriam ajudar mais a suspender o senso de descrença do público. Dominica também foi usada para a cabana de Tia Dalma. As filmagens na ilha se encerraram no dia 26 de maio de 2005.
A equipe se mudou para uma pequena ilha chamada White Cay, nas Bahamas, para filmar o início e o final da batalha de Isla Cruces, antes da produção fazer uma parada em agosto, onde em Los Angeles os interiores do Holandês Voador estavam sendo filmados. Em 18 de setembro de 2005, a equipe foi para a Grande Ilha das Bahamas para filmar os exteriores dos navios, incluindo o Pérola Negra e o Holandês Voador. As gravações lá foram um período tumultuado, começando pelo fato que o tanque de água ainda não estava pronto. A temporada de furacões causou muitas paradas nas filmagens, e o Furacão Wilma danificou muitas das vias de acesso e bombas, apesar de ninguém ter se machucado e nenhum dos navios ter sido danificado. As filmagens terminaram em 10 de setembro de 2005.

### Efeitos especiais

Os três estágios de animação de Davy Jones, personagem de Bill Nighy.

A tripulação do Holandês Voador foi originalmente concebida pelos roteiristas Ted Elliott e Terry Rossio como fantasmas, porém Gore Verbinski não gostou da ideia e os criou como criaturas físicas. A hierarquia é refletida por quão mutados eles são: os recém chegados tinham baixos níveis de infecções que lembram rosácea, enquanto os mais mutados apresentam atributos completos de criaturas marinhas. Verbinski queria deixá-los o mais realistas possível, até rejeitando um personagem com um casco de tartaruga, e os animadores assistiram vários documentários de David Attenborough para estudar o movimento de anêmonas-do-mar e mexilhões. Todos os membros da tripulação foram gerados por computação gráfica, com a exceção de Stellan Skarsgård, que interpretou o personagem de "Bootstrap" Bill Turner. Inicialmente, suas próteses seriam aumentadas por computação gráfica, porém essa ideia foi descartada. Skarsgård passava quatro horas por dia na cadeira de maquiagem, sendo chamado de "Bouillabaisse" no cenário.
O Capitão Davy Jones foi originalmente desenhado com tumores no queixo, antes dos desenhistas mudarem o conceito para tentáculos completos; a pele do personagem era baseada em uma versão desfocada de uma mancha de café em um copo de isopor. Para interpretar Davy Jones no cenário, o ator Bill Nighy usava uma roupa de captura de movimento, significando que os animadores da Industrial Light & Magic não precisariam refilmar a cena em estúdio sem ele ou no estúdio de captura de movimento. Nighy usou maquiagem em volta de seus olhos e boca para serem emendados nas tomadas geradas por computação, porém as imagens de seus olhos e boca não foram usadas. Nighy usou uma prótese apenas uma vez, com tentáculos azuis para a cena onde o personagem de Orlando Bloom, Will Turner, rouba a chave do Baú da Morte de dentro de sua "barba" enquanto Jones dorme. Para criar a versão gerada por computador do personagem, o modelo foi baseado em um escaneamento do corpo inteiro de Nighy, com Jones refletindo suas altas maçãs do rosto. Os animadores estudaram cada quadro da interpretação de Nighy: o ator os abençoou com uma performance mais peculiar que o experado, dando muita diversão a eles. Sua interpretação também significou que novos controles deveriam ser armazanados. Finalmente, os tentáculos de Jones eram em sua maior parte simulações, porém em algumas ocasiões eles foram animados manualmente, quando eles agem como membros do personagem.
O Kraken foi difícil de animar já que não havia referências na vida real, até o diretor de animação Hal Hickel instruir a equipe a assistir Kingu Kongu Tai Gojira, que tinha um polvo de verdade se arrastando pelas miniaturas. Nos cenários, dois canos enchidos de cimento foram usados para esmagar e partir o Edinburgh Trader. Completando a ilusão, estavam um mastro de miniatura e dublês filmados contra uma tela azul. A cena onde o Kraken cospe em Jack Sparrow não usa nenhum efeito especial: uma gosma de verdade foi jogada em cima de Johnny Depp.

## Recepção
Pirates of the Caribbean: Dead Man's Chest estreou na Disneyland, em Anaheim, Califórnia, no dia 24 de junho de 2006.

### Bilheteria
O filme quebrou dois recordes na América do Norte ao ser lançado, maior arrecadação no dia de estreia, com 55.8 milhões de dólares, quebrando o recorde anterior de Star Wars Episode III: Revenge of the Sith por 11%; e maior arrecadação no fim de semana de estreia com 135,6 milhões de dólares, quebrando o recorde de Spider-Man. Dead Man's Chest estabeleceu outros 15 recordes, incluindo o filme a arrecadar 100, 200 e 300 milhões de dólares mais rápido, a maior arrecadação em 10 dias e muitos outros, porém a maioria foi quebrada por The Dark Knight em julho de 2008. Também atingiu a marca do 1 bilhão de dólares mundialmente em tempo recorde (63 dias) e passando 10 semanas no topo das bilheterias fora dos Estados Unidos e Canadá, outro recorde, porém ambos foram batidos com facilidade por Avatar em janeiro e fevereiro de 2010, respectivamente.
O filme encerrou sua exibição arrecadando US$ 423,315,812 dólares nos Estados Unidos e Canadá e US$ 642,863,913 dólares internacionalmente, para um total de US$ 1,066,179,725 dólares mundialmente, se tornando o oitavo filme de maior arrecadação nos Estados Unidos e Canadá e o quarto mundial, atrás de Avatar, Titanic e The Lord of the Rings: The Return of the King. Sendo ultrapassado por Harry Potter and the Deathly Hallows: Part 2, tornando-se a quinta maior bilheteria da história do cinema mundialmente.

### Crítica
Depois de meses de antecipação e expectativa, Pirates of the Caribbean: Dead Man's Chest recebeu críticas mistas da imprensa especializada. No site Rotten Tomatoes o filme possui um indíce de 54%, baseado em 218 resenhas, com uma nota média de 6/10. O consenso é que "Se foi a imprevisibilidade de Depp e muito do humor e da originalidade do primeiro filme". No agregador Metacritic, o filme possui um indíce de aprovação de 53/100, baseado em 37 resenhas, indicando "críticas mistas ou médias".
A revista Empire em sua lista dos 500 Melhores Filmes da história, elegeu Dead Man's Chest como o 475º.

### Prêmios
Na cerimônia do Oscar 2007, Pirates of the Caribbean: Dead Man's Chest venceu o prêmio Melhores Efeitos Visuais (John Knoll, Hal Hickel, Charles Gibson e Allen Hall), sendo a primeira vez que a Industrial Light & Magic venceu esse Oscar desde 1995, com Forrest Gump. O filme também foi indicado nas categorias de Melhor Direção de Arte (Rick Heinrichs e Cheryl A. Carasik), Melhor Edição de Som (Christopher Boyes e George Watters II) e Melhor Mixagem de Som (Paul Massey, Christopher Boyes e Lee Orloff).
O filme também venceu o BAFTA Award de Melhores Efeitos Visuais (John Knoll, Hal Hickel, Charles Gibson e Allen Hall) e o Satellite Award de Melhores Efeitos Visuais (John Knoll, Hal Hickel, Charles Gibson e Allen Hall), e seis prêmios da Sociedade dos Efeitos Visuais.
Outros prêmios incluem Filme Favorito, Filme de Drama, Ator (Johnny Depp) e Dupla na Tela (Johnny Depp e Keira Knightley) no People's Choice Awards; e Melhor Filme e Melhor Interpretação (Johnny Depp) no MTV Movie Awards.